# Iain Smith (Politiker)

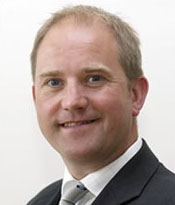
Iain Smith

Iain Smith (* 1. Mai 1960 in Gateside) ist ein schottischer Politiker und Mitglied der Liberal Democrats.

## Leben
Smith besuchte die Bell Baxter High School in Cupar. Anschließend setzte er seine Ausbildung an der Universität Newcastle fort und schloss mit einem Bachelor in Politik und Ökonomie ab. Ab 1986 war Smith als Regionalpolitiker in der Unitary Authority Fife tätig und war zwischen 1996 und 1999 Vorsitzender der Liberal Democrats in Fife. In den Jahren 1999 und 2000 bekleidete Smith das Amt des Parlamentarischen Geschäftsführers der Liberal Democrats.

## Politischer Werdegang
Bei den Schottischen Parlamentswahlen 1999 gewann Smith das Direktmandat des Wahlkreises North East Fife und zog in das neugeschaffene Schottische Parlament ein. Dabei errang Smith das einzige Direktmandat für die Liberal Democrats in der Wahlregion Mid Scotland and Fife. Bei den Parlamentswahlen 2003 und 2007 verteidigte er den Wahlkreis, unterlag jedoch bei den Parlamentswahlen 2011 dem Kandidaten der Scottish National Party, Roderick Campbell. Da Smith nicht als Listenkandidat für die Wahlregion aufgestellt war, verpasste er den erneuten Einzug ins Parlament.